# Neele Schuten
Neele Schuten (29 de diciembre de 1999) es una deportista alemana que compite en bobsleigh en la modalidad doble. Ganó dos medallas de oro en el Campeonato Europeo de Bobsleigh, en los años 2023 y 2024.

## Palmarés internacional
| Campeonato Europeo | Campeonato Europeo   | Campeonato Europeo | Campeonato Europeo |
| Año                | Lugar                | Medalla            | Prueba             |
| ------------------ | -------------------- | ------------------ | ------------------ |
| 2023               | Altenberg (Alemania) | Medalla de oro     | Doble              |
| 2024               | Sigulda (Letonia)    | Medalla de oro     | Doble              |